# Домбе (Щецин)
Домбе (пол. Dąbie, нем. Altdamm, Alt-Damm — Альтдамм) — район города Щецин в Польше, ранее являлся самостоятельным городом. Расположен при впадении реки Плёны в озеро Домбе (Даммское озеро).

## История
Ранее город Альтдамм находился в прусской провинции Померании, в Штеттинском округе. С 1646 года по 1873 год Альтдамм был укреплённым Тет-де-поном Штеттина. С Штеттином населённый пункт был соединён не только железною дорогою, но ещё каменною плотиной, построенною в 1299 году через болотистую низменность Одера, и отсюда происходило немецкое и название города.
На 1895 год численность населения составляла 4 840 человек. В городе находились фабрика писчебумажная и химических продуктов, мельницы мучная, гипсовая и паровая, производилась торговля полотном, скотом, лесом и овощами.